# Vlag van Sleen

Vlag van Sleen (1962-1998)

De vlag van Sleen werd op werd op 25 juni 1962 bij raadsbesluit vastgesteld als de gemeentelijke vlag van de Drentse gemeente Sleen. De vlag kan als volgt worden beschreven:
Vijf even hoge banen van wit en blauw, met langs de broek een van wit en blauw geschaakte paal van tien stukken, waarvan het eerste stuk van een rode vijfpuntige ster is voorzien.
De kleuren van de vlag zijn ontleend aan het gemeentewapen, terwijl de ster naar het dingspel verwijst.
In 1998 werd de gemeente opgeheven en toegevoegd aan de gemeenten Coevorden en Emmen, waarbij het dorp Sleen in Coevorden kwam te liggen. Hierdoor kwam de gemeentevlag te vervallen.

## Verwant symbool

Wapen van Sleen

Anloo 
· Beilen 
· Borger 
· Dalen 
· Diever 
· Dwingeloo 
· Eelde 
· Gasselte 
· Gieten 
· Havelte 
· Nijeveen 
· Norg 
· Odoorn 
· Oosterhesselen 
· Peize 
· Roden 
· Rolde 
· Ruinen 
· Ruinerwold 
· Schoonebeek 
· Sleen 
· Smilde 
· Vledder 
· Vries 
· Westerbork 
· de Wijk 
· Zuidlaren 
· Zuidwolde 
· Zweeloo